# Мухаммад ибн Ибрагим аль Люхайдан

Мухаммад ибн Абд ал‑Ибрахим аль‑Люхайдан (араб. محمد بن إبراهيم بن عبدالله بن إبراهيم بن محمد اللحيدان‎), род. ок. 1970 г. (1390 г. х.) — саудовский чтец Корана (кари), хафиз, судья и проповедник. Известен выразительным голосом и мастерством таджвида; получил международное признание через аудио- и видеозаписи религиозных мероприятий.

## Биография
Родился примерно в 1970 г. (1390 هـ) в Саудовской Аравии. Получил начальное, среднее и среднетехническое образование в традиционных исламских школах, затем окончил колледж шариата университета Имама Мухаммада ибн Сауда в 1992 г. (1413 هـ), после чего поступил в Высший институт судебных наук (Higher Institute of Judiciary), где получил степень магистра по специальности «политика шариата».

## Учителя и квалификация
Получил иджазу в чтении Хафс и Шу’ба ‘ан Ассем под руководством шейха Башира Ахмада Садига, затем читал сурах аль‑Бакара и аль‑Имран у шейха Убайдуллаха аль‑Ифгани. В настоящее время занимается с шейхом Мухаммадом Тамимом аз‑Зааби — членом Комитета по источнику Корана при комплексе имени короля Фахда (King Fahd Complex).

## Карьера
Шейх Люхаидан работал судьёй в ведомстве по административным жалобам (Диван аль-Мазалим) в Медине, затем переехал в Эр-Рияд, где сосредоточился на завершении магистратуры и преподавательской деятельности.
Он также был имамом и чтецом Корана в ряде значимых мечетей, включая:
- Мечеть Аль-Кудс,
- Джами‘ аль-Баваради,
- Джами‘ Аль-Шейх,
- Джами‘ шейха Насера в Эр-Рияде.

## Медийная и международная деятельность
Широко известен благодаря ежегодным записям полного чтения Корана (al‑Mushaf al‑Murattal) с 1424 г. хиджры, а также записям таравих, «аль‑ишайять» (вечерние сессии), «аль‑фаджрийят» и утренних ду‘а, интервью и телевизионных выступлений на каналах Salam TV и Islam TV.
Выступал и проводил религиозные мероприятия за рубежом: в Великобритании (2012 г.) и Австралии (2013 г.).

## Наследие и влияние
Известен как один из лучших современных чтецов, сочетая профессиональную судебную карьеру и глубокую религиозную деятельность. Его записи активно используются в исламских образовательных курсах и повседневной практике мусульман во многих странах.